# Paralaophonte brevirostris
Paralaophonte brevirostris är en kräftdjursart som först beskrevs av Claus 1863.  Paralaophonte brevirostris ingår i släktet Paralaophonte och familjen Laophontidae. Arten är reproducerande i Sverige.

## Underarter
Arten delas in i följande underarter:
- P. b. brevirostris
- P. b. fissirostris